# 蔡志忠
蔡 志忠（さい しちゅう、1948年2月2日 - ）は、台湾の漫画家。彰化県の花壇郷出身。『老子』、『荘子』、『論語』（孔子）、『孫子の兵法』などの、主に中国の古典を題材としたマンガを数多く制作、出版。ベストセラーになり、各国語版も出版される。

## 経歴
- 1985年 - 中華民国の全国十大傑出青年に選ばれる。
- 1994年 - 『荘子』について、旺文社の高等学校向けの教科書に採用される。

## 作品
- 講談社プラスアルファ新書/文庫
  - マンガ 老荘の思想
  - マンガ 孔子の思想
  - マンガ 孫子・韓非子の思想
  - マンガ 禅の思想
  - マンガ 菜根譚・世説新語の思想
  - マンガ 孟子・大学・中庸の思想
  - マンガ 李白・杜甫の思想
  - マンガ 史記・列子の思想
  - マンガ 老荘3000年の知恵
  - 人生の無常を楽しむ術 - 40歳からの漢詩
- 講談社 SOPHIA BOOKS
  - マンガ 般若心経入門
  - マンガ 三国志・水滸伝の英傑たち
  - マンガ版 笑って読む封神演義
  - マンガ 特別版中国の思想大全
- 講談社
  - マンガ 唐詩の世界
- だいわ文庫 - 大和書房
  - マンガ 仏教入門 - 仏陀、かく語りき
  - マンガ 仏教的生き方 - 真理と実践の方法
- 凱風社
  - マンガ 菜根譚
  - マンガ 世説新語
  - マンガ 史記・戦国の世界
- 平河出版社
  - マンガ 聊斎志異
  - マンガ 西遊記 上・下
- 国際情報社
  - 少林寺 - 天下武学的殿堂

### テレビアニメ
- 赤い鳥のこころ　日本名作童話シリーズ「杜子春」（1979年、テレビ朝日・K&S）- キャラクターデザイン、原画、演出